# Hospice Saint-Jean
L'hospice Saint-Jean est un ancien hospice situé au niveau de la rue Münster dans le quartier du Grund à Luxembourg. Depuis 1997, le Musée national d'histoire naturelle occupe le bâtiment.

## Historique
En 1308, le comte Henri VII et sa femme Marguerite de Brabant décident de construire au Grund un hospice pour les citoyens pauvres et malades. Une église dédiée à saint Jean est également construite à proximité. Le frère du comte, Baudouin, prince-électeur et évêque de Trèves, accorde à cette église le rang d'église paroissiale avec tous les privilèges. À l'origine, l'hospice est dirigé par des ecclésiastiques.
En 1547, les bénédictins de l'abbaye d'Altmünster reprennent l'hospice. Un nouvel hôpital est construit et achevé en 1550. Il s'avère que le nouveau bâtiment est trop petit et ne convient pas à l'usage auquel il est destiné. En effet, lors de la peste de 1626, le caractère exigu de l'hôpital n'a pas permis de soigner un nombre important de patients. En 1667, l'hôpital est complètement démantelé et le titre d'église paroissiale est retiré à l'église au profit de la nouvelle abbaye de Neumünster. La situation est si mauvaise que le conseil provincial et la ville de Luxembourg demande aux habitants de faire un don pour sa restauration. Cette action rencontre un grand succès et en 1669, de nouveaux bâtiments sont construits dans la rue Münster. Pour la première fois à cette époque, il est fait directement mention des médecins et des infirmières qui travaillent à l'hôpital. Le 6 juillet 1672, les religieuses se voient officiellement confier les soins hospitaliers, à condition qu'elles dispensent également des soins médicaux ambulatoires dans la ville.
Lors de la conquête de la ville par Louis XIV en 1684, les bâtiments sont si endommagés que les patients de l'hôpital sont transférés vers le marché aux poissons et la maison Zorn. Une fois que l'hôpital est redevenu habitable en 1689, les soldats blessés et malades, soignés auparavant dans l'hôpital militaire français du monastère de Bonnevoie, y trouvent d'abord refuge jusqu'à l'achèvement du nouvel hôpital militaire de Pfaffenthal. En 1756, l'hôpital compte dix-huit lits pour vingt religieuses. Au cours de l'occupation française de 1795 à 1814, l'hospice est utilisé comme orphelinat. On s'en sert également comme prison pour les ecclésiastiques qui refusent de prêter le serment d'office du gouvernement révolutionnaire français, comme refuge pour les prostituées et les clochards et comme institution éducative pour les filles.
Le 30 juillet 1843, les patients de l'hospice et le personnel soignant, les sœurs de l'ordre d'Elisabeth, sont transférés dans les bâtiments du monastère du Saint-Esprit à Pfaffenthal (rue Mohrfels), une maison qui existe encore aujourd'hui comme maison de retraite et de soins. En 1851, l'hospice devient une prison pour femmes avec une station de traitement des maladies sexuellement transmissibles. Les sœurs de l'ordre franciscain servent de gardiennes sans interruption du 1er juin 1851 au 15 juillet 1978.
La prison pour femmes du Grund est en service jusqu'au 12 mai 1984, date à laquelle le nouveau centre pénitentiaire de Schrassig est ouvert.

## Bâtiment
Le bâtiment est inscrit sur la liste des immeubles et objets classés comme monuments nationaux d'après un arrêté du Conseil de gouvernement du 15 janvier 1988.

### Portail
L'entrée principale du Musée national d'histoire naturelle, au no  25 de la rue Münster comprend un portail monumental entre deux colonnes corinthiennes. Sur le pignon du portail, il y a trois armoiries. Celles du haut correspondent au blason du roi d'Espagne Charles II, qui règne sur le duché de Luxembourg en 1674 lors de la reconstruction de l'hospice. Sur la gauche, les armoiries du duché avec le lion rouge emblématique et sur la droite, les armoiries de Philippe de Croy, gouverneur du Luxembourg.

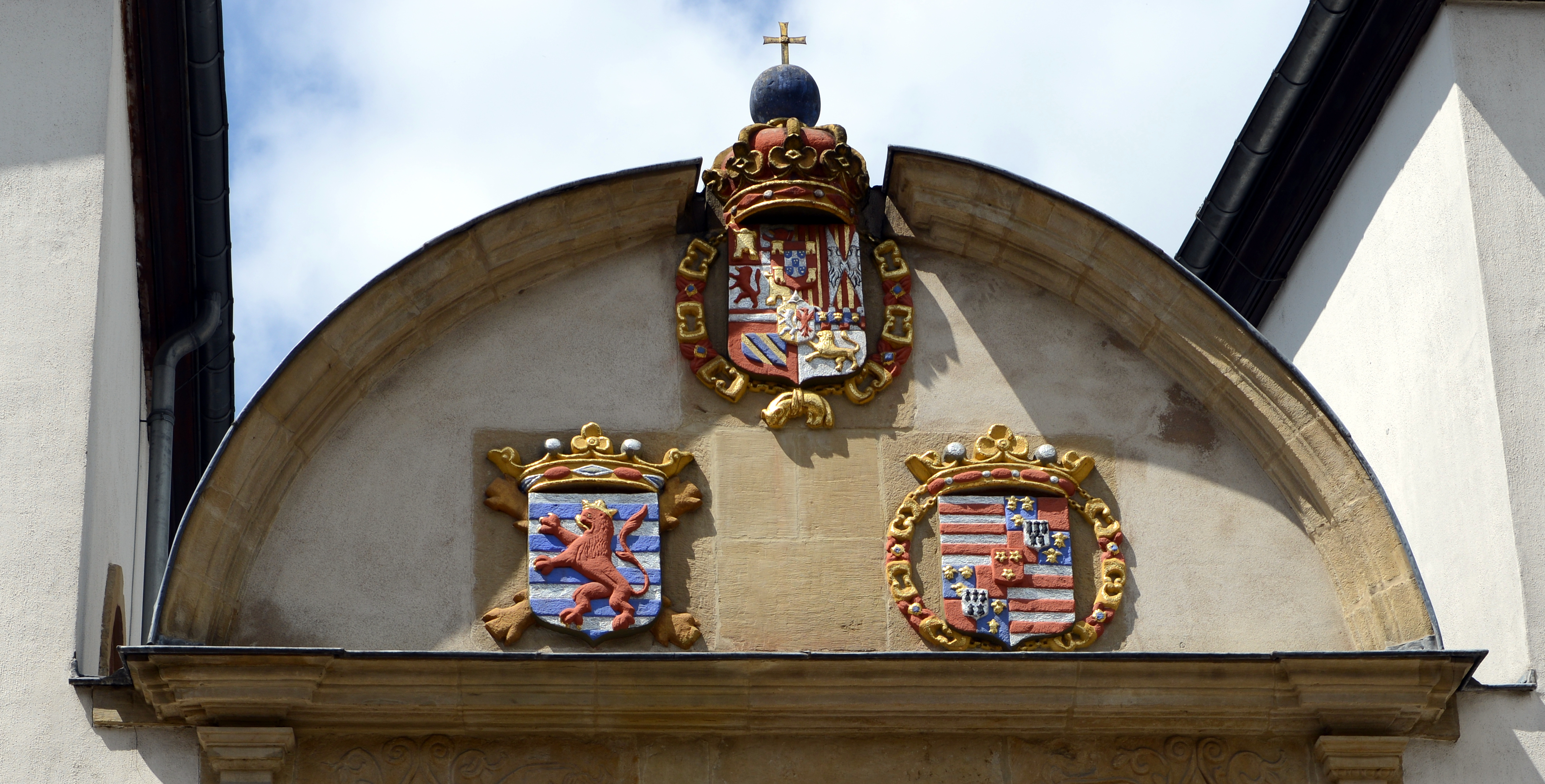
Les différentes armoiries présentes au-dessus du portail de l'hospice.

Au-dessous d'eux se trouve un texte flanqué de deux statues : Marie à gauche et Jean le Baptiste à droite.

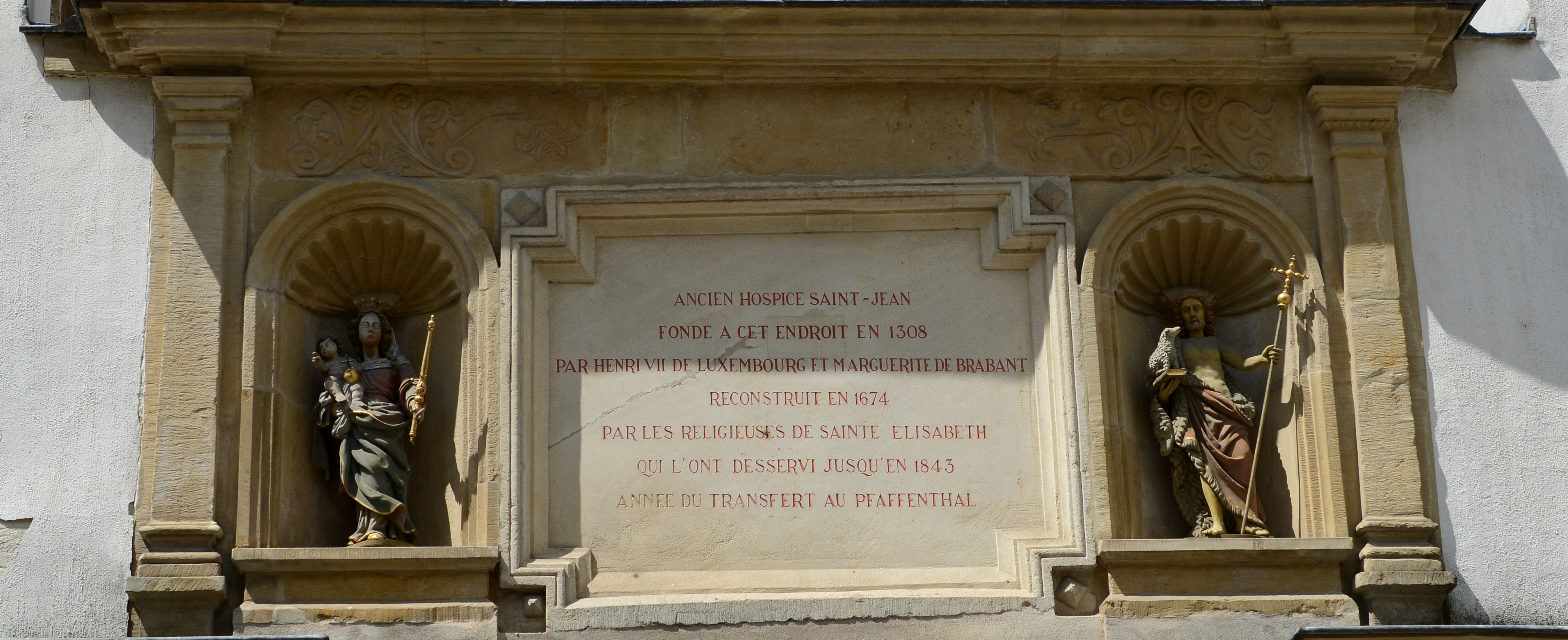
L'inscription sur le portail.

« ANCIEN HOSPICE SAINT-JEAN
FONDE A CET ENTDROIT EN 1308
PAR HENRI VII DE LUXEMBOURG ET MARGUERITE DE BRABANT
RECONSTRUIT EN 1674
PAR LES RELIGIEUSES DE SAINTE ELISABETH
QUI L'ONT DESSERVI JUSQU'EN 1843
ANNEE DU TRANSFERT AU PFAFFENTHAL »

### Niche avec statue
Sous une niche avec une statue de Saint Sébastien à gauche de l'entrée se trouve un chronogramme avec l'année 1674.

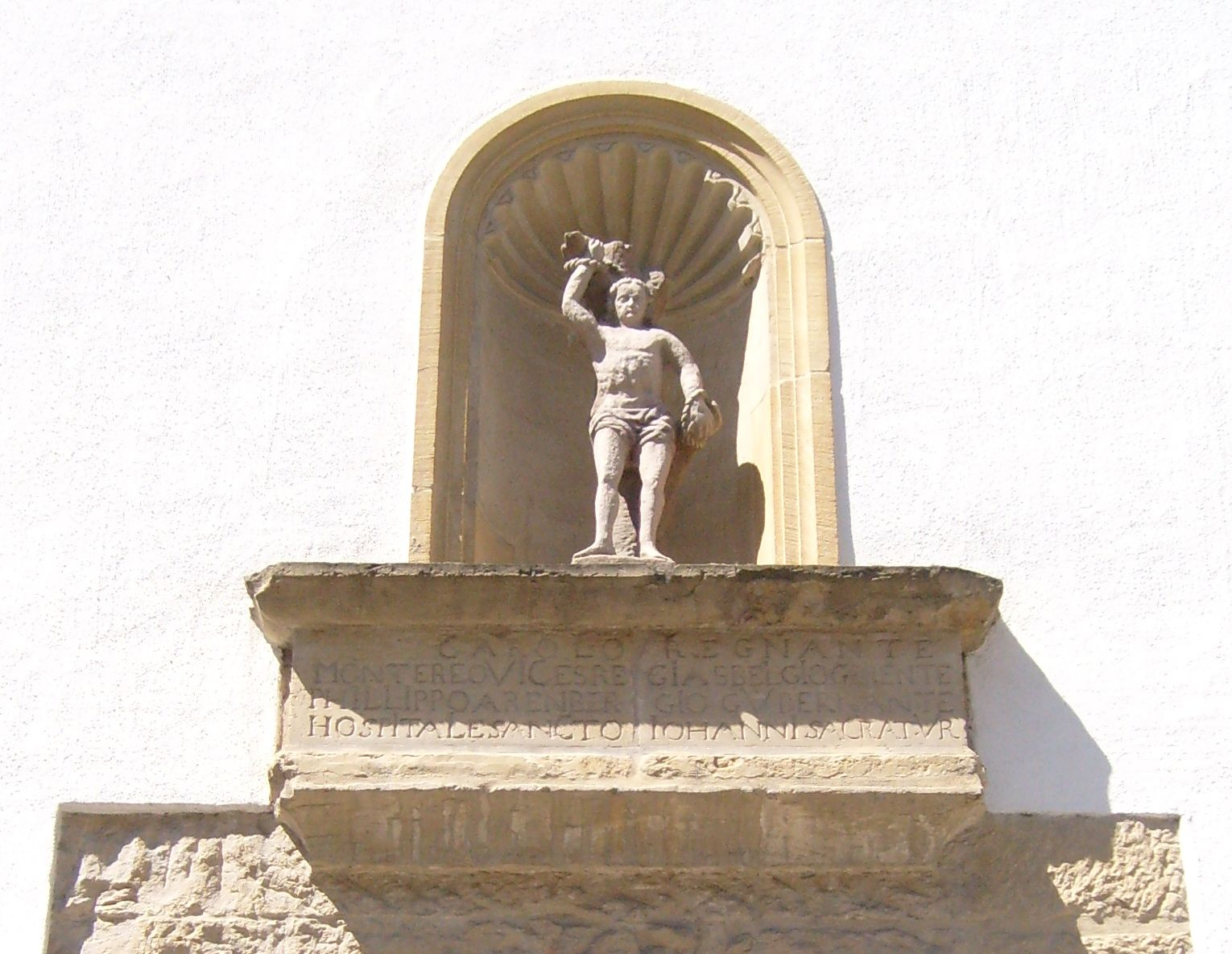
Niche à gauche du portail

« CaroLo regnante
Montereo VICes regIas beLgIo gerente
phILLIppo ahrenbergIo gVbernante
hospItaLe sanCto IohannI saCratVr »
« Sous le règne de l'empereur Charles,
Monterrey règne sur la Belgique,
Philippe d'Arenberg dirige [Luxembourg],
Cet hôpital est dédié à Saint Jean. »